# Brežice
Brežice (em alemão:  Rann) é um município da Eslovênia. A sede do município fica na localidade de mesmo nome.